# Леді Баг і Супер-Кіт (сезон 3)
Прем'єра третього сезону мультсеріалу «Леді Баг і Супер-Кіт» відбулася 1 грудня 2018 року в Іспанії, 14 квітня 2019 року у Франції, 1 серпня 2019 року у США та 22 вересня 2019 року в Україні. Сезон налічує 26 серій, серед яких є дві, які належать до дилогії «Битва за талісмани»

## Список серій
| Номер | Оригінальна назва                                       | Переклад від студії «1+1»                                | Автор(и) сценарію                                              | Дата показу у Франції | Дата показу в Україні |
| --- | ------------------------------------------------------- | -------------------------------------------------------- | -------------------------------------------------------------- | --------------------- | --------------------- |
| 53 | «Chameleon»                                             | «Хамелеон»                                               | Томас Аструк, Мелені Дюваль, Фред Ленор, Себастьєн Тобідо      | 28 квітня 2019        | 22 вересня 2019       |
| Лайла повернулася! Схоже, вона так нічого і не навчилася — з першого дня повернення до школи вона знову каже всім лише неправду. Марінетт страшенно зла через це («Лайла гірша за Хлою!»), і Бражник напускає на неї акуму. Але Марінетт вдається вчасно опанувати себе… а от Лайла, забачивши акуму, сама схопила її та стала Хамелеоном, отримавши здатність перетворюватись на кого завгодно! - Ця серія була вперше показана в Іспанії на місцевому телеканалі «Disney Channel» 1 грудня 2018. |                                                         |                                                          |                                                                |                       |                       |
| 54 | «Animaestro»                                            | «Анімайстер»                                             | Томас Аструк, Мелені Дюваль, Себастьєн Тобідо                  | 5 травня 2019         | 23 вересня 2019       |
| У Парижі проходить прем'єра анімаційного фільму про Леді Баг та Супер-Кота. Але от режисерові цього фільму не пощастило: це міг би бути його зоряний час, але все пішло бозна-як, та ще й нікому немає до цього діла. Утім, у нього ще буде шанс помститися тим, хто його зганьбив, адже Бражник зробив його Анімайстром — злодієм, здатним перетворитися на будь-якого мультяшного героя. - Запрошена зірка у цій серії: Томас Аструк озвучив себе/Анімайстра у Французькій версії (оригіналі). - Ця серія була вперше показана у Великій Британії на місцевому телеканалі «Disney Channel» 12 березня 2019.                                              |                                                         |                                                          |                                                                |                       |                       |
| 55 | «Bakerix»                                               | «Пекарікс»                                               | Томас Аструк, Фред Ленор, Себастьєн Тобідо                     | 12 травня 2019        | 24 вересня 2019       |
| Марінетт намагається помирити своїх батька та дідуся, які невідомо чому не спілкувалися вже двадцять років. Але її дідусь не збирається полегшувати для неї цю задачу. - Ця серія була вперше показана у Швейцарії на телеканалі «RTS Un» 4 травня 2019. |                                                         |                                                          |                                                                |                       |                       |
| 56 | «Backwarder»                                            | «Часовертійка»                                           | Томас Аструк, Фред Ленор, Себастьєн Тобідо                     | 14 квітня 2019        | 25 вересня 2019       |
| До Парижу прибуває давня подруга майстра Фу, Маріанна Ленуар (яка знає про його обов'язки хранителя). Через плутанину із листами вона перетворюється на Часовертійку, здатну змушувати людей рухатися назад у часі. - Ця серія була вперше показана у Канаді на телеканалі «Family Channel» 12 лютого 2019. |                                                         |                                                          |                                                                |                       |                       |
| 57 | «Reflekdoll»                                            | «Дзерлялька»                                             | Томас Аструк, Мелені Дюваль, Фред Ленор, Себастьєн Тобідо      | 21 жовтня 2019        | 26 вересня 2019       |
| Джулека вдруге стає Дзеркалкою, але цього разу вона не сама: Наталі-Маюра створює для неї помічницю — величезну ляльку. До того ж, ставши копіями Дзеркалки, Марінетт та Адріан випадково… міняються талісманами! - Ця серія була вперше показана у Великій Британії на місцевому телеканалі «Disney Channel» 3 вересня 2019 |                                                         |                                                          |                                                                |                       |                       |
| 58 | «Weredad»                                               | «Оборонець»                                              | Томас Аструк, Мелені Дюваль, Фред Ленор, Себастьєн Тобідо      | 21 квітня 2019        | 27 вересня 2019       |
| За запрошенням Тома Супер-Кіт приходить до Марінетт у гості. Марінетт вдає, що засмучена словами Супер-Кота про те, що вона йому не подобається, чим по-справжньому засмучує Тома. Бражник перетворює батька Марінетт на Оборонця, мета якого — захистити доньку від зовнішнього світу. - Ця серія була вперше показана у Швейцарії на телеканалі «RTS Kids» 30 грудня 2018. |                                                         |                                                          |                                                                |                       |                       |
| 59 | «Silencer»                                              | «Голосокрад»                                             | Томас Аструк, Мелені Дюваль, Фред Ленор, Себастьєн Тобідо      | 19 травня 2019        | 28 вересня 2019       |
| Група друзів Марінетт (вона сама, Айван, Лука, Роза та Джулека) відправляє музичне відео на конкурс, але музикант XY краде в них ідею. Боб Рот, менеджер (і батько) XY, і слухати їх не бажає, внаслідок чого Лука стає Голосокрадом і погрожує «заткнути» будь-кого, хто стане в нього на шляху. Він забирає голос і у Леді Баг, тим самим віднявши в неї можливість скористатися Супер-Шансом. Як же повернути його до норми? - Ця серія була вперше показана у Швейцарії на телеканалі «RTS Un» 7 квітня 2019. |                                                         |                                                          |                                                                |                       |                       |
| 60 | «Oni-Chan»                                              | «Оні-Чан»                                                | Томас Аструк, Мелені Дюваль, Фред Ленор, Себастьєн Тобідо      | 21 жовтня 2019        | 29 вересня 2019       |
| Лайла, маніпулюючи Адріаном, потрапляє в особняк Аґрестів. Це бачить Каґамі (яка вже давно небайдужа до Адріана) і починає ревнувати. Бражник перетворює її на Оні-Чан, здатну телепортуватися. - Ця серія була вперше показана у Швейцарії на телеканалі «RTS Un» 4 травня 2019. |                                                         |                                                          |                                                                |                       |                       |
| 61 | «Miraculer»                                             | «Чарокрадійка»                                           | Томас Аструк, Матьє Шоке, Фред Ленор, Себастьєн Тобідо         | 22 жовтня 2019        | 30 вересня 2019       |
| Хлоя намагається змусити Леді Баг ще раз довірити їй талісман Бджоли, але та вирішила, що більше цього не зробить, адже Бражник знає її особу. Однак Леді Баг доведеться скористатися допомогою Хлої після того, як акума (яку Хлої вдалося прогнати) перетворює Сабріну на Чарокрадійку, яка не лише може забирати у супергероїв їхні здібності, а й необмежено їх використовувати. - Ця серія була вперше показана в Іспанії на місцевому телеканалі «Disney Channel» 15 травня 2019. |                                                         |                                                          |                                                                |                       |                       |
| 62 | «Oblivio»                                               | «Забуття»                                                | Томас Аструк, Мелені Дюваль, Жан-Ремі Перрін, Себастьєн Тобідо | 26 травня 2019        | 1 жовтня 2019         |
| Марінетт та Адріан прокидаються у ліфті, але… вони нічого не пам'ятають. Що це за дивні крихітні істоти, які теж, схоже, втратили пам'ять? Що означає малюнок телефона та черепахи на стіні? І найголовніше — що за темна фігура їх переслідує? - Ця серія була вперше показана у Великій Британії на місцевому телеканалі «Disney Channel» 18 березня 2019. |                                                         |                                                          |                                                                |                       |                       |
| 63 | «Desperada»                                             | «Безнадія»                                               | Томас Аструк, Мелені Дюваль, Вільфрід Пен, Себастьєн Тобідо    | 24 жовтня 2019        | 2 жовтня 2019         |
| Гітаристка Вівіка, яку звільнив Джаґед Стоун, перетворюється на Безнадію — злодійку, одного дотику до зброї якої достатньо, щоб змусити кого завгодно зникнути. Леді Баг довіряє талісман Змії, що дає можливість «перезаписувати» час, Адріану, але в того не виходить повернути ситуацію на їхній бік, скільки б він не намагався. А може, потрібно просто довірити талісман комусь іншому? - Ця серія була вперше показана у Великій Британії на місцевому телеканалі «Disney Channel» 5 вересня 2019. |                                                         |                                                          |                                                                |                       |                       |
| 64 | «Christmaster»                                          | «Кріс Майстер»                                           | Томас Аструк, Мелені Дюваль, Фред Ленор, Себастьєн Тобідо      | 1 грудня 2019         | 3 жовтня 2019         |
| Менший брат Ніно Кріс перетворюється на Кріса Майстра, здатного оживляти іграшки та керувати ними. Подарунки йому дарувати точно не варто… а що, як дати йому гарний приклад? - Запрошена зірка у цій серії: Філіп Канделоро озвучив Філіпа у Французькій версії (оригіналі). - Ця серія була вперше показана у Канаді на телеканалі «Family Channel» 8 лютого 2019. |                                                         |                                                          |                                                                |                       |                       |
| 65 | «Startrain»                                             | «Зоряний поїзд»                                          | Томас Аструк, Матьє Шоке, Фред Ленор, Себастьєн Тобідо         | 25 жовтня 2019        | 4 жовтня 2019         |
| Клас Марінетт повинен їхати до Лондона. Майстер Фу дає Марінетт талісман Коня (особливий дар якого — телепортація) на випадок, якщо потрібно буде терміново повернутися до Парижу. Але цей талісман стане в пригоді тоді, коли мати Макса (машиніст поїзду) перетвориться на Зоряний Поїзд та запустить всіх у космос! - Ця серія була вперше показана у Канаді на телеканалі «Family Channel» 16 вересня 2019. |                                                         |                                                          |                                                                |                       |                       |
| 66 | «Kwamibuster»                                           | «Мисливиця на квомі»                                     | Томас Аструк, Мелені Дюваль, Фред Ленор, Себастьєн Тобідо      | 27 жовтня 2019        | 14 жовтня 2019        |
| Пані Менделеєва випадково бачить Тіккі та Плагга і розповідає всім про них, але в неї немає жодних доказів (квомі не можна сфотографувати або зняти на відео — їх там просто не буде). Зганьбившись, вона перетворюється на Мисливицю на квомі та захоплює Тіккі та Плагга. Марінетт вирішує скористатися допомогою інших квомі, аби звільнити полонених та повернути пані Менделеєву до нормального стану. - Ця серія була вперше показана у Швейцарії на телеканалі «RTS Un» 12 жовтня 2019. |                                                         |                                                          |                                                                |                       |                       |
| 67 | «Feast»                                                 | «Ненажера»                                               | Томас Аструк, Фред Ленор, Себастьєн Тобідо                     | 28 жовтня 2019        | 5 жовтня 2019         |
| Стає зрозуміло, якої помилки дуже давно припустився майстер Фу. Ще будучи учнем у Ордені Хранителів, під час складного завдання він створив емомонстра Ненажеру, щоб той приніс йому їжі, але його втома та злість призвели до того, що храм Ордену було зруйновано. І от тепер Ненажера дістався Парижа! Дізнавшись про це, майстер Фу забирає у Марінетт та Адріана талісмани, аби захистити їх, але навіть без талісманів герої готові зробити все, щоб у свою чергу захистити свого наставника. - Ця серія була вперше показана у Канаді на телеканалі «Family Channel» 17 вересня 2019.                                                               |                                                         |                                                          |                                                                |                       |                       |
| 68 | «Gamer 2.0»                                             | «Ґеймер 2.0»                                             | Томас Аструк, Мелені Дюваль, Фред Ленор, Себастьєн Тобідо      | 3 листопада 2019      | 6 жовтня 2019         |
| Макс пропонує Марінетт зіграти в нову гру, але та відмовляється, і Макс знову стає Ґеймером. Цього разу він захоплює усіх, хто колись був під впливом акуми, і перетворює їх на ігрових персонажів. Леді Баг та Супер-Коту нічого не залишається, окрім як спробувати перемогти Ґеймера! - Ця серія була вперше показана у Швейцарії на телеканалі «RTS Kids» 15 червня 2019. |                                                         |                                                          |                                                                |                       |                       |
| 69 | «Stormy Weather 2»                                      | «Буря 2»                                                 | Томас Аструк, Мелені Дюваль, Фред Ленор, Себастьєн Тобідо      | 2 червня 2019         | 7 жовтня 2019         |
| Аврора знову стає Бурею, але цього разу набагато сильніша за свою попередню версію. Тим часом інші персонажі згадують події минулого та оцінюють ситуацію на даний момент (особливо Ґабрієль, який все сильніше впадає у депресію). - Ця серія була вперше показана у Канаді на телеканалі «Family Channel» 14 лютого 2019. |                                                         |                                                          |                                                                |                       |                       |
| 70 | «Ikari Gozen»                                           | «Ікарí Ґозéн»                                            | Томас Аструк, Мелені Дюваль, Фред Ленор, Себастьєн Тобідо      | 29 жовтня 2019        | 8 жовтня 2019         |
| Мати Каґамі, Томое Цуруґі, зробила дочку чемпіонкою із фехтування, але їхні відносини залишають бажати кращого — Каґамі навіть трохи боїться її. Коли Каґамі все ж таки наважується вчинити по-своєму, Томое стає Ікарі Ґозен — величезним механічним кентавром! І, здається, Леді Баг знає, який саме талісман довірити Каґамі, аби перемогти злодійку цього разу! - Ця серія була вперше показана у Канаді на телеканалі «Family Channel» 18 вересня 2019. |                                                         |                                                          |                                                                |                       |                       |
| 71 | «Timetagger»                                            | «Часографітник»                                          | Томас Аструк, Мелені Дюваль, Фред Ленор, Себастьєн Тобідо      | 30 жовтня 2019        | 9 жовтня 2019         |
| Черговий злодій, Часографітник, дуже незвичайний. По-перше, він прибув із майбутнього. По-друге, він хоч і хоче заволодіти талісманами Леді Баг та Супер-Кота, але виявляється, що у майбутньому Бражник… більше не Ґабрієль! По-третє, на допомогу героям приходить нова супергероїня Кролікс, яка насправді… доросла Алікс! Мало того, талісманом виявився її годинник! Але хто ж Часографітник насправді? - Ця серія була вперше показана у Швейцарії на телеканалі «RTS Un» 18 травня 2019. |                                                         |                                                          |                                                                |                       |                       |
| 72 | «Party Crasher»                                         | «Кайфолом»                                               | Томас Аструк, Мелені Дюваль, Фред Ленор, Себастьєн Тобідо      | 31 жовтня 2019        | 10 жовтня 2019        |
| Адріан влаштовує у особняку Аґрестів гучну вечірку, скориставшись тим, що Ґабрієль поїхав у Токіо (насправді Ґабрієль перебуває у підвалі будинку, про що ніхто не здогадується). Вейхема, приятеля Адріана, не пускають, і тоді Бражник робить його Кайфоломом, озброєним дискокулями-пастками. Майстер Фу, який теж був присутній на вечірці, розуміє, що зусиль Леді Баг та Супер-Кота буде замало, і віддає Луці, Ніно та Максу талісмани Змії, Черепахи та Коня. Але Кайфолом ловить усіх п'ятьох, і майстер Фу вирішує звернутися до єдиного, хто ще не постраждав… - Ця серія була вперше показана у Швейцарії на телеканалі «RTS Un» 6 липня 2019. |                                                         |                                                          |                                                                |                       |                       |
| 73 | «The Puppeteer 2»                                       | «Лялькарка 2»                                            | Томас Аструк, Мелені Дюваль, Фред Ленор, Себастьєн Тобідо      | 23 жовтня 2019        | 11 жовтня 2019        |
| Марінетт та Адріан ідуть на виставку воскових фігур суперзлодіїв, яка проводиться у музеї. Манон, за якою Марінетт мала наглядати, ображається, що ніхто не звертає на неї уваги, і вдруге стає Лялькаркою. Тепер у її розпорядженні всі статуї на виставці! - Ця серія була вперше показана у Швейцарії на телеканалі «RTS Un» 13 липня 2019. |                                                         |                                                          |                                                                |                       |                       |
| 74 | «Cat Blanc»                                             | «Білий Кіт»                                              | Томас Аструк, Мелені Дюваль, Фред Ленор, Себастьєн Тобідо      | 10 листопада 2019     | 31 грудня 2019        |
| Кролікс відправляє Леді Баг у майбутнє, в якому, здається, настав апокаліпсис: Париж затоплений, місяць виглядає зруйнованим, а єдина жива людина навколо — це… Супер-Кіт? От тільки він геть на себе не схожий. Як же один невинний вчинок міг призвести до катастрофи? - Ця серія була вперше показана у Швейцарії на телеканалі «RTS Un» 9 листопада 2019. |                                                         |                                                          |                                                                |                       |                       |
| 75 | «Félix»                                                 | «Фелікс»                                                 | Томас Аструк, Мелені Дюваль, Фред Ленор, Себастьєн Тобідо      | 17 листопада 2019     | 31 грудня 2019        |
| До Агрестів приїжджає тітка Адріана (сестра-близнючка його матері) із сином Феліксом. Фелікс хоч і схожий на Адріана зовні, але його характер залишає бажати кращого — він отримує задоволення, сіючи розбрат між друзями кузена. - Ця серія була вперше показана у Великій Британії на місцевому телеканалі «Disney Channel» 13 листопада 2019. |                                                         |                                                          |                                                                |                       |                       |
| 76 | «Ladybug»                                               | «Леді Баг»                                               | Томас Аструк, Мелені Дюваль, Фред Ленор, Себастьєн Тобідо      | 24 листопада 2019     | 12 жовтня 2019        |
| Лайла маніпулює всіма близькими людьми Марінетт, що призводить до виключення останньої зі школи. Задоволений Бражник знову перетворює Наталі на Активаторку та заражує багатьох (навіть саму Марінетт) червоними акумами, але не встигає перетворити їх на злодіїв через те, що Наталі стає погано. Пізніше Наталі, незважаючи на її самопочуття, потай активує талісман Павича та створює емомонстра — точну копію Леді Баг… - Ця серія була вперше показана у Канаді на телеканалі «Family Channel» 10 вересня 2019. |                                                         |                                                          |                                                                |                       |                       |
| 77 | «Heart Hunter (The Battle of the Miraculous – Part 1)»  | «Серцежер. Битва за талісмани. Частина перша»            | Томас Аструк, Матьє Шоке, Фред Ленор, Себастьєн Тобідо         | 8 грудня 2019         | 13 жовтня 2019        |
| Леді Баг та Супер-Кіт протистоять Серцежерові — злодієві, яким стали Андре та Одрі Буржуа. - Ця серія була вперше показана в Україні на телеканалі «ПлюсПлюс» 13 жовтня 2019. |                                                         |                                                          |                                                                |                       |                       |
| 78 | «Miracle Queen (The Battle of the Miraculous – Part 2)» | «Королева Талісманів. Битва за талісмани. Частина друга» | Томас Аструк, Матьє Шоке, Фред Ленор, Себастьєн Тобідо         | 8 грудня 2019         | 15 жовтня 2019        |
| Скринька Талісманів у Бражника. Хлоя, що стала Королевою Талісманів, на його боці. Тимчасові власники талісманів загіпнотизовані. Що ще може піти не так? - Ця серія була вперше показана в Україні на телеканалі «ПлюсПлюс» 15 жовтня 2019. |                                                         |                                                          |                                                                |                       |                       |